# Anne Helin
Anne Helin (Helsinki, 28 gennaio 1987) è una hockeista su ghiaccio finlandese.

## Palmarès

### Olimpiadi
- Bronzo a Vancouver 2010.